# 1849 w sztukach plastycznych
Wydarzenia w sztukach plastycznych i wizualnych w 1849 roku.

## Malarstwo
- Gustave Courbet

Po kolacji w Ornans  – olej na płótnie, 195 × 257 cm

## Design
- Michael Thonet

Krzesło numer 4 – mebel z drewna giętego. Pierwsze, projektowane seryjnie krzesło przeznaczone do wnętrza miejsca publicznego.

## Urodzeni
- 12 stycznia – Jean Béraud (zm. 1935), francuski malarz i grafik
- 6 lutego – Valeska Röver (zm. 1931), niemiecka artystka, założycielka szkoły malarskiej dla kobiet w Hamburgu
- 19 marca – Ottó Baditz (zm. 1936), węgierski malarz
- 2 czerwca – Paul Albert Besnard (zm. 1934), francuski malarz
- 9 czerwca – Michael Ancher (zm. 1927), duński malarz
- 16 czerwca – Anna Abrahams (zm. 1930), holenderska malarka
- 12 sierpnia – Abbott Handerson Thayer (zm. 1921), amerykański malarz, przyrodnik i pedagog
- 7 listopada – Józef Chełmoński (zm. 1914), polski malarz

## Zmarli
- 2 stycznia – Kajetan Kielisiński (ur. 1808), polski grafik i rysownik
- 30 stycznia – Peter De Wint (ur. 1784), angielski malarz
- 10 maja – Hokusai Katsushika (ur. 1760), japoński malarz i twórca drzeworytów
- 27 maja – Wincenty Kasprzycki (ur. 1802), polski malarz
- 23 sierpnia – Edward Hicks (ur. 1780), amerykański malarz
- 13 listopada – William Etty (ur. 1787), angielski malarz
- 21 listopada – François Marius Granet (ur. 1777), francuski malarz
- 27 grudnia – Jacques-Laurent Agasse (ur. 1767), szwajcarski malarz